# Брюкселско висше училище - университет
Брюкселското висше училище – университет (на нидерландски: Hogeschool-Universiteit Brussel; на френски: Haute école-Université de Bruxelles), съкратено HUBrussel или HUB, е бизнес висше училище – университет, просъществувало от 2007 до 2014 г.
HUBrussel е основано в резултат от сливането на 5 колежа – Европейския университетски колеж Брюксел (на английски: European University College Brussels или EHSAL), ВЛЕКО (VLEKHO), ХОНИМ (HONIM), ХИГ (HIG), „Парнас“ (Parnas) и 1 университет – Брюкселския католически университет (Catholic University of Brussels или KUBrussel), всички в Брюксел или в околностите му.
Висшето училище – университет предлага дипломи, както на университетско, така и на университетско-колежанско ниво във Фландрия (Flanders) (северната, фламандската част на Белгия). В училището се осъществява бизнес обучение. Дипломите са на фламандски и английски. Английските програми се преподават във Факултета по икономика, мениджмънт и социални дейности. От 2013 г. обучението за университетски степени се води от Льовенския католически университет (Katholieke Universiteit Leuven), а за професионални бакалаври остава в училището до 2014 г., когато се слива с Katholieke Hogeschool Sint-Lieven и става Odisee.

## История
Европейският университетски колеж е основан през 1925 г. и е сред първите университетски колежи, който получава сертификата ISO 9001 през 1996 г. за своето изключително академично ниво и отлично отношение към своите студенти.
През 2008 г. след сливането повече от 9000 студенти следват бакалавърски, магистърски и други академични програми за обучение в 7 факултета. HUBrussel разполага с 6 факултета в Брюксел и 1 в Дилбек (Dilbeek).
HUBrussel е член на Асоциацията на Льовенския католически университет (Catholic University of Leuven Association), който е сред най-старите и реномирани университети в Европа.

## Учебни програми
Учебните програми, които HUBrussel предлага, са раздели в 2 отделни групи.

### Академични бакалаври и магистри
Академичните бакалавърски и магистърски програми са разпределени в 4 факултета, които предлагат 14 бакалавърски и магистърски програми.
- Икономика и мениджмънт:

Бизнес администрация
Бизнес инженерски дизайн
Мениджмънт на околната среда, здравеопазване и сигурност
Международна бизнес икономика и мениджмънт
- Лингвистика и литература:

Езици и литература
Приложна лингвистика
Устен превод (interpretation)
Писмен превод (translation)
Многоезична комуникация
Журналистика
- Право:

Право
Обществено право
Защита на интелектуалната собственост
- Социална и обществена работа:

Количествен анализ на обществените науки

### Професионални бакалаври
Професионалните бакалавърски програми включват 4 основни области на обучение, от които 13 бакалавърски програми.
- Педагогика:

Предучилищна педагогика
Начална училищна педагогика
Гимназиална педагогика
- Здравеопазване:

Трудотерапия
Медицинска визуализация
Обучение за медицински сестри
Палиативни грижи
Оптика и оптометрия
- Социални и обществени дейности:

Социална дейност
Социално образователна грижа
Семейна среда – отношения и взаимодействие
- Икономика и мениджмънт:

Оперативен мениджмънт
Административен мениджмънт
Приложна информатика

### Програми на английски
За чуждестранни студенти, които не говорят нидерландски и за нидерландско-говорещи студенти, които предпочитат да учат в международна среда, HUB предлага редица академични специалности на английски.
- Бакалавър, Бизнес администрация (Bachelor – Business Administration) – 3 академични години
- Магистър, Международен бизнес икономика и мениджмънт (Master of International Business Economics and Management) – 1 академична година
- Магистър, Бизнес информация мениджмънт (MBA – Business Information Management) – 1 академична година
- Магистър, Международен бизнес мениджмънт (MBA – International Business Management) – 1 академична година
- Магистър, Международни отношения (MBA – International Relations) – 1 академична година
- Магистър, Европейски бизнес (Master – European Business) – 1 академична година
- Магистър, Количествен анализ в обществените науки Quantitative Analysis in the Social Sciences) – 1 академична година
- Английски и икономика за академично обучение (English and Economics for Academic Studies) – 1 година подготвителна програма

## Факти
- 9500 са записаните в магистратури и семинари
- Повече о 9000 студенти за записани в различни учебни програми
- Повече от 700 редовни студенти в специалности на английски
- Повече от 500 редовни студенти от страни извън Европа следващи специалности на английски
- Приблизително 170 чуждестранни студенти в HUB и 110 студенти на HUB на разменни начала в чужбина
- Персонал: 1100 души